# Vergara (Cundinamarca)
Vergara es un municipio colombiano situado en el departamento de Cundinamarca, en la provincia del Gualivá. Según el censo de 2018, tiene una población de 6847 habitantes.
Está situado a 112 km al noroccidente de Bogotá. Tiene una extensión de 146 km², se encuentra a una altitud de 1510 m s. n. m., y la temperatura promedio anual es de 19 °C.

## Toponimia

### Origen lingüístico[4]
- Familia lingüística: Paleoeuropea
- Lengua: Euskera

### Significado
Es un apellido de origen vasco, procedente del lugar de su nombre, pueblo de la provincia de Guipúzcoa, en España. También se afirma que el topónimo es de origen incierto; el segundo elemento es gara, "colina", "altura", "eminencia", pero el primero no se ha identificado de manera satisfactoria.

### Origen / Motivación
El nombre viene a la población por haberse formado en torno a la hacienda Vergara, la cual se encontraba en la región a finales del siglo XVIII.

### Nombres históricos
- Pinzaima (siglo XVII)

## Historia
A finales del siglo XVIII, los mineros de los sitios de Flandes, Pinzayma, La Meseta, Guatayma, Periquito y Armadillos no tenían parroquia ni sacerdote permanente, por lo que las autoridades decidieron construir una iglesia junto a la hacienda Vergara. La nueva parroquia fue reconocida por las autoridades religiosas el 5 de enero de 1799, con el nombre de Santa Bárbara de Vergara. Pronto se formó una población alrededor de la iglesia, que fue ratificada con el nombre de Vergara el 12 de diciembre de 1800. El primer bautizo se registró en los libros parroquiales el 14 de junio de 1803. El primer párroco fue el padre Feliciano Mariño. Vergara fue consagrada a Santa Bárbara como su patrona.

## Geografía

### División administrativa
Aparte de su cabecera municipal, tiene bajo su jurisdicción los siguientes centros poblados: Cerinza, Córcega, Guacamayas y Villa Olarte.
En el área rural tiene 29 veredas: Periquito, Río Seco, Guatama, Flandes, Pabellón El Zancudo, Guacamayas, Cerinza, La Paz, Pinzaima, Los Sauces, Novillero, Llano Grande, La Bolsa, Las Cajas, La Vistosa, Copero, Chontecito, Cachipay, Girón, El Tigre, La Chorrera, La Montaña, Chotegrande, Peña Blanca, Córcega, El Vergel, El Palmar y El Guacal.

### Límites
Vergara está delimitado por los siguientes municipios:
| Noroeste: Nimaima                     | Norte: El Peñón | Nordeste: Pacho                 |
| Oeste: Límite entre Nimaima y Nocaima |                 | Este: Supatá                    |
| Suroeste: Nocaima                     | Sur: La Vega    | Sureste: San Francisco de Sales |

## Turismo
- Templo Parroquial de Santa Bárbara: La construcción de la iglesia es de estilo inglés. Hace parte de la Diócesis de Facatativá
- Quebrada El Tigre: Es un curso de agua ubicado a 3 km del casco urbano. Tiene nueve saltos.
- El Chispón: Antiguo adoratorio indígena con saltos de agua de 8 m de altura.
- La Moya: Salto de 2.5 m de altura con forma circular.
- Los Canjilones: Son formaciones rocosas con pasillos de 8 m de altura, 1 m de ancho y 10 m de profundidad.
- Agua Clara: Salto de 10 m de altura donde se practica el rappel y el canoping.
- Cuatro Chorros: Es un sector de una quebrada en la que ésta se divide en cuatro saltos de agua de 15 m de altura, en donde se practica el rappel.
- El Rodadero: Es una roca inclinada de 8 m que cae a un vacío de 1.5 m de alto sobre un pozo natural.
- Las Golondrinas: Salto de 17 m de altura sobre un pozo natural.
- Cueva de las Caicas: Formación rocosa que tiene en su interior una cascada de 9 m de altura.
- Alto de La Pita: Es un cerro con sendero ecoturístico en cuya cima se encuentra un templete eucarístico.
- Aguas termales El Vergel: Se encuentran en la falda del Alto de la Pita.
- Laguna azufrada La Mina: Es una laguna que se encuentra en las ruinas de una antigua mina de mármol. De esa mina fue extraído el mármol para la construcción de las columnas de la Universidad de la Salle de Bogotá.
- Salto de Los Pichones: Es una cascada de 5 m de altura.

## Servicios públicos
- Energía Eléctrica: Enel, es la empresa prestadora del servicio de energía eléctrica.
- Gas Natural: Alcanos de Colombia es la empresa distribuidora y comercializadora de gas natural en el municipio.